# Xyris goyazensis
Xyris goyazensis är en gräsväxtart som beskrevs av Gustaf Oskar Andersson Malme. Xyris goyazensis ingår i släktet Xyris och familjen Xyridaceae. Inga underarter finns listade i Catalogue of Life.